# Казбековский район
Казбековский район — административно-территориальная единица и муниципальное образование (муниципальный район) в составе Дагестана Российской Федерации.
Административный центр — село Дылым.

## География
Расположен на западе Дагестана, на северо-западе горного Дагестана. Граничит на северо-западе с Новолакским, на севере — с Хасавюртовским, на северо-востоке — с Кизилюртовским, на востоке — с Буйнакским, на юге — с Гумбетовским районами Дагестана. Помимо этого, район имеет отдалённый анклав вокруг села Ахтачикан на территории Бабаюртовского района.
На западе проходит граница с Чеченской Республикой.
Площадь территории составляет 585 км².

## История
22 ноября 1928 года 4 сессией ЦИК ДАССР 6 созыва принимается новый проект районирования республики. По нему из бывшего Казбековского участка Хасавюртовского округа образован Казбековский подкантон (в подчинении Хасавюртовского кантона) с центром в с. Хубар. Постановлением ЦИК ДАССР от 3.06.1929 г. подкантон переименован в подрайон. Постановлением ВЦИК от 25.12.1930 года образован Казбековский район с центром в с. Дылым. Район назван именем участника Гражданской войны, революционного деятеля Дагестана начала XX века Султан-Саида Казбекова, кумыка по национальности.
В 1944 году после депортации чеченцев из Ауховского района в состав Казбековского района были переданы два чеченских населённых пункта Юрт-Аух и Акташ-Аух, переименованные позже в Калининаул и Ленинаул соответственно.

### Обелиск ВОВ в Калининауле
В 2019 году перед Днем Победы чеченцы из Калининаула (Юрт-Ауха) предложили увековечить память своих земляков — уроженцев села установив обелиск их именами в родовом селе, которые были участниками Великой Отечественной войны. В центре села, куда в день депортации были заселены аварцы, уже был установлен памятник с фамилиями аварцев выходцев с Алмака — участников войны. Вопрос об установки обелиска был согласован с главами сельской и районной администраций, администрация взяла на себя все расходы, связанные с этой процедурой.
На обелиске были фамилии 140 чеченцев-участников ВОВ. Однако, сразу же после торжеств 9 мая неформальные лидеры аварской части села выступили против увековечения односельчан-чеченцев и в конечном итоге добились демонтажа табличек с их фамилиями. Затем с памятника в качестве компромисса убрали все фамилии, аварские авторитеты заявляли, что в годы войны чеченцы сотрудничали с гитлеровцами и памятник следует демонтировать.

## Население
| 1926    | 1939    | 1959    | 1970    | 1979    | 1989    | 2002    | 2009    | 2010    |
| ------- | ------- | ------- | ------- | ------- | ------- | ------- | ------- | ------- |
| 12 282  | ↗15 273 | ↘14 634 | ↗19 040 | ↗19 395 | ↗22 317 | ↗33 140 | ↗41 341 | ↗42 752 |
| 2011    | 2012    | 2013    | 2014    | 2015    | 2016    | 2017    | 2018    | 2019    |
| ↗43 253 | ↗43 603 | ↗44 327 | ↗44 991 | ↗45 772 | ↗46 611 | ↗47 353 | ↗47 918 | ↗48 668 |
| 2020    | 2021    | 2023    | 2024    | 2025    |         |         |         |         |
| ↗49 162 | ↗50 600 | ↗51 053 | ↗51 400 | ↗51 954 |         |         |         |         |

Согласно прогнозу Минэкономразвития России, численность населения будет составлять:
- 2024 — 53,46 тыс. чел.
- 2035 — 63,62 тыс. чел.

### Урбанизация
В городских условиях (пгт Дубки) проживают  10,67 % населения района.

### Национальный состав
По данным Всероссийской переписи населения 2021 года:
| Народ      | Численность, чел. | Доля от всего населения, % |
| ---------- | ----------------- | -------------------------- |
| аварцы     | 43 373            | 85,72 %                    |
| чеченцы    | 5 140             | 10,16 %                    |
| кумыки     | 347               | 0,69 %                     |
| даргинцы   | 250               | 0,49 %                     |
| другие     | 556               | 1,10 %                     |
| не указали | 934               | 1,85 %                     |
| всего      | 50 600            | 100,00 %                   |

## Территориальное устройство
Казбековский район в рамках административно-территориального устройства включает посёлок (городского типа), сельсоветы и сёла.
В рамках организации местного самоуправления в одноимённый муниципальный район входят 14 муниципальных образований, в том числе 1 городское и 13 сельских поселений:
| №        | Муниципальное образование | Административный центр | Количество населённых пунктов | Население (чел.) | Площадь (км²) |
| -------- | ------------------------- | ---------------------- | ----------------------------- | ---------------- | ------------- |
| 1e-06    | Городские поселения       |                        |                               |                  |               |
| 1        | посёлок Дубки             | пгт Дубки              | 1                             | ↗5632            | 19,55         |
| 1.000002 | Сельские поселения        |                        |                               |                  |               |
| 2        | село Алмак                | село Алмак             | 1                             | ↗2389            | 29,51         |
| 3        | сельсовет Артлухский      | село Артлух            | 4                             | ↘1206            | 35,13         |
| 4        | село Буртунай             | село Буртунай          | 1                             | ↗4743            | 79,02         |
| 5        | село Гертма               | село Гертма            | 1                             | ↗2114            | 44,25         |
| 6        | село Гостала              | село Гостала           | 1                             | ↗720             | 17,64         |
| 7        | село Гуни                 | село Гуни              | 1                             | ↘3315            | 38,28         |
| 8        | село Дылым                | село Дылым             | 1                             | ↘9731            | 91,57         |
| 9        | сельсовет Зубутлинский    | село Зубутли           | 2                             | ↗1               |               |
| 10       | село Инчха                | село Инчха             | 1                             | ↗2344            | 38,34         |
| 11       | село Ленинаул             | село Ленинаул          | 1                             | ↗10 494          | 94,32         |
| 12       | село Калининаул           | село Калининаул        | 1                             | ↗5753            | 46,15         |
| 13       | сельсовет Хубарский       | село Хубар             | 2                             | ↗2210            | 51,37         |

В 2016 году была поддержана инициатива населения об образовании нового сельского поселения — сельсовета Зубутлинского — из двух образованных в 2014 году сёл (Зубутли и Ново-Зубутли). Выделено в мае 2021 года.

## Населённые пункты
В районе 18 сельских населённых пунктов, из них 1 городской населённый пункт — посёлок (городского типа) — и 17 сельских населённых пунктов:
| №  | Населённый пункт | Тип           | Население | Сельское поселение     |
| -- | ---------------- | ------------- | --------- | ---------------------- |
| 1  | Алмак            | село          | ↗2458     | село Алмак             |
| 2  | Артлух           | село          | ↗766      | сельсовет Артлухский   |
| 3  | Ахсу             | село          | ↘31       | сельсовет Артлухский   |
| 4  | Ахтачикан        | село          | ↗268      | сельсовет Артлухский   |
| 5  | Буртунай         | село          | ↗4826     | село Буртунай          |
| 6  | Гертма           | село          | ↗2160     | село Гертма            |
| 7  | Гостала          | село          | ↗740      | село Гостала           |
| 8  | Гуни             | село          | ↗3403     | село Гуни              |
| 9  | Дубки            | посёлок (пгт) | ↗5544     | посёлок Дубки          |
| 10 | Дылым            | село          | ↗10 116   | село Дылым             |
| 11 | Зубутли          | село          | ↗1257     | сельсовет Зубутлинский |
| 12 | Иманалиросо      | село          | ↘152      | сельсовет Артлухский   |
| 13 | Инчха            | село          | ↗2416     | село Инчха             |
| 14 | Иха              | село          | ↘210      | сельсовет Хубарский    |
| 15 | Калининаул       | село          | ↗5881     | село Калининаул        |
| 16 | Ленинаул         | село          | ↗10 993   | село Ленинаул          |
| 17 | Ново-Зубутли     | село          |           | сельсовет Зубутлинский |
| 18 | Хубар            | село          | ↗1938     | сельсовет Хубарский    |

Кутаны
Казбековскому району принадлежит село-анклав Ахтачикан на территории равнинного Бабаюртовского района.
Без статуса отдельного населённого пункта имеются также следующие прикутанные хозяйства Казбековского района: Красный Октябрь, Львовское № 6, Новый Туршунай, совхоз Дылымский, Уч-Тюбе, Хамзаюрт на территории Бабаюртовского района а также Ново-Артлух на территории Хасавюртовского района.

### Упразднённые населённые пункты
Покинутые населённые пункты: Халатала, Шавдан.

## Комментарии
Комментарии
1. ↑  авар. Казбек район, агул. Къазбек район, азерб. Kazbek rayonu, дарг. Къазбекла къатI, кум. Къазбек якъ, лак. Къазбекал кIану, лезг. Къазбек район, ног. Казбек район, рут. Къазбек район, таб. Къазбек район, татск. Казбек район, цахур. Къазбек район, чечен. Казбековн кIошт
2. ↑  Согласно конституции Дагестана, государственными языками на территории республики являются — русский, аварский, агульский, азербайджанский, даргинский, кумыкский, лакский, лезгинский, ногайский, рутульский, табасаранский, татский, цахурский и чеченский языки.